# جوزف ام. مک‌کورمیک
جوزف ام. مک‌کورمیک (به انگلیسی: Joseph M. McCormick) سناتور سابق عضو حزب جمهوری‌خواه ایالات متحده آمریکا بود. وی در سال ۱۹۱۹ تا ۱۹۲۵ میلادی سناتور ایالت ایلی‌نوی در سنای ایالات متحده آمریکا بود.